# Raistlin Majere
Raistlin Majere (326 - ¿? Después del Cataclismo) es un personaje de ficción de la serie de libros Dragonlance. Raistlin es uno de los personajes más importantes de la saga Dragonlance, siendo uno de los protagonistas de los primeros libros. Dentro del libro, Raistlin es el mago túnica negra más poderoso de todos los tiempos y regió durante un tiempo la Torre de la Alta Hechicería. Debido a La Prueba, la piel de Raistlin se volvió dorada a causa de un hechizo que no se disolvió; un pelo blanco, continuos ataques de tos y dos ojos dorados con pupilas en forma de reloj de arena; a los ojos de Raistlin, todo se marchita y muere, siendo incapaz de apreciar la belleza de nada durante mucho tiempo.

## Biografía
Hijo de Gilon Majere y Rosamun Aelan Uth-Matar Majere. Originario de Solace, nació extremadamente débil (casi muerto) al contrario que su gemelo Caramon. Por esto la comadrona sugirió que sería mejor dejarlo morir, pero Kitiara, su hermanastra, se negó y cuidó de él hasta que fue mayor, apuntándose su primera victoria sobre la muerte. Caramon es en cierto modo la antítesis de Raistlin: fuerte, atractivo y grande, mientras que Raistlin es pequeño y débil. En cambio, en cuanto a capacidad intelectual, Raistlin es más inteligente que su hermano y posee una gran capacidad de observación, lo que le permitió aprender sus primeros trucos de magia del ilusionista Waylan en una feria de Solace. Esto supuso el comienzo de su interés por el estudio de lo arcano al darse cuenta de que lo que había aprendido no eran más que simples trucos. Su oportunidad surgiría cuando Antimodes, un archimago de camino a una de las Torres de Alta Hechicería visitó el pueblo de Solace, Kitiara, que planeaba marcharse de Solace, pero no sin antes dejar a sus hermanos con los medios para sobrevivir, insisitió en que le buscase a su hermano una escuela de magia.
Durante su estancia en la escuela fue marginado por los demás niños, que le creían taimado y fracasado por intentar aprender magia con un interés que ellos no mostraban. Este aislamiento le permitió concentrarse más en la magia y en atender al profesor, a quien juzgaba muy por debajo de él y demasiado pedante. Con el paso de los años fue sometido a una prueba para juzgar si tenía la capacidad necesaria para seguir con sus estudios. Dicha prueba consisitia en plasmar sobre una tira de piel de carnero, "Yo, Magus" en el lenguaje arcano. Raistlin, abordado por un súbito miedo, reza a las deidades de la magia, Lunitari, Solinari y Nuitari, prometiéndoles glorificarles y honrar sus olvidados nombres si le ayudaban. Los Dioses acceden y tiene lugar un milagro, la tira comenzó a brillar y tras esto, a arder, consumiendo la piel de cordero, dejando a su maestro y a sus condiscípulos con la boca literalmente abierta del asombro.
Años después, conoció al resto de personajes de la saga, y tras múltiples aventuras con ellos, los magos le hacen pasar la Prueba para comprometerse con la magia y ver qué túnica le era asignada. Finalmente obtuvo la roja, símbolo de Lunitari, la diosa de la magia neutral, identificada con la luna de dicho color. Raistlin llega a convertirse en un mago vistiendo esta túnica hasta pasar la Prueba, lo que sucedió a la excepcionalmente temprana edad de 21 años.
Durante la Prueba, Fistandantilus, un antiguo y poderoso túnica negra de la era anterior al Cataclismo, detecta en el joven de aspecto pusilánime la determinación y cualidades que necesita en un humano para reencarnarse tras el tiempo pasado como espíritu de la Torre de Alta Hechicería desde la época del Cataclismo. Fistandantilus modifica la Prueba, de tal manera que el propio aprendiz se oculta de sus evaluadores, incluido Par-Salían, y es conducido a una situación de la que sólo puede salir si accede al trato que le propone Fistandantilus, el cual acepta ayudarle si permite que posea su cuerpo y su mente. Raistlin acepta y desde ese momento, a sus propios poderes se le unen los conocimientos y habilidades de Fistandantilus a cambio de su esencia vital, lo que le convierte en un mago sumamente poderoso a costa de su salud.
Durante la prueba se ve sometido a una serie de esfuerzos que hacen que, de alguna manera, su piel genere una especie de "escudo" protector, dotándola de un matiz metálico, dorado. Además, para castigar la arrogancia del muchacho, que se sabía muy dotado en su arte, Par-Salían, jefe del Cónclave de Hechiceros, dota las pupilas de Raistlin con forma de relojes de arena que le hacen contemplar constantemente la putrefacción de cuerpos y la crueldad del paso del tiempo frente al mundo y aquellos que moran en él. 
En compensación por las numerosas heridas que recibe durante la Prueba, que minan para siempre su ya enfermiza salud, Par-Salían otorga a Raistlin El Bastón de Mago (antiguo bastón que perteneció a Magius, un mago independiente, amigo y compañero de andanzas de Huma). Se trata de una vara de madera negra acabada en su extremo superior por una garra dorada de dragón que agarra una bola de cristal facetado y que contiene runas y símbolos de sortilegios. Uno de los usos que hace de la vara, ya que se desconocen todos sus poderes, es usarla como fuente de iluminación. La palabra mágica para hacer aparecer la luz es "Shirak" (luz), mientras que la palabra para hacerla desaparecer es "Dulak" (Oscuridad). Otros poderes del bastón son otorgar a su poseedor la habilidad de flotar en el aire con la ligereza de una pluma, y utilizándolo como si de un garrote se tratase, la magia multiplica su fuerza además de un magia revificadora, desconocida, y embutida a la vara por el propio Raistlin.
Después de las aventuras que dirigen los destinos de Raistlin y sus compañeros a desempeñar un importante papel en la Guerra de la Lanza, viaja junto a ellos por todo Ansalon, dedicándose al perfeccionamiento de su arte. Durante el asalto a Tarsis en el que el equipo se divide, permanece con su hermano Caramon, Tanis y los bárbaros Goldmoon y Riverwind. Debido a los numerosos trucos de magia que realizaba durante el viaje, el grupo llegó a llamarse incluso Compañía del Mago Rojo. Durante este tiempo logra comprender el funcionamiento del Orbe de los Dragones, que usaría para huir del barco en que viajaban por el Mar Sangriento de Istar, traicionando y abandonando a sus compañeros cuando este amenaza con hundirse en el Abismo. Raistlin usa el poder del orbe para trasladarse a Palanthas, donde es atendido.
Tras esto, viste la túnica negra y se infiltra en el ejército de los Dragones, donde logra ayudar a Tanis para que mate a Ariakas. Pero de nuevo rompe los lazos con sus amigos y vuela a Palanthas a lomos de Cyan Bloodbane, el dragón verde, para terminar con la maldición de la Torre de Alta Hechicería, investido de todo el Poder del Amo del Pasado y el Presente, para convertirse en El Amo de la Torre.
Su ambición desmesurada y sus ansias por convertirse en dios le llevan a desafiar a los antiguos dioses, empezando por la diosa Takhisis, la propia Reina de la Oscuridad. Estuvo a punto de desencadenar la destrucción de Krynn (ya que casi lo consigue), con la colaboración de una sacerdotisa de Paladine, Crysania, de la que podría decirse que, aparte de igualar a Raistlin en ambición, fue la única mujer que Raistlin amó, aunque muy por debajo del amor que profesa a su arte.
Raistlin se da cuenta de que para convertirse en inmortal necesita usar el portal de Fistandantilus, por lo que viaja en el tiempo hasta su época y se hace pasar por aprendiz suyo. La prueba definitiva para elegir al aprendiz que trabajaría con Fistandantilus se desarrollaba en una habitación especial donde los conjuros no tenían ningún efecto. Aquí los candidatos podían presentar los suyos como prueba de su dominio de la magia sin peligro para nadie ("...conjuros que harían surgir ejércitos de la tierra..."). Raistlin sorprende a todos, incluido Fistandantilus cuando hace aparecer luces de colores de sus manos a pesar de la protección de la habitación. Confiesa inmediatamente que ha empleado un truco de feriante aprendido en su juventud para conseguirlo (con unos polvos especiales), y por ello Fistandantilus lo adopta como aprendiz al ver en él algo que va más allá de saber más o menos conjuros.
La intención final de Fistandantilus era realmente absorber la energía vital de su aprendiz, pero Raislin que ya se espera esto es capaz de dar la vuelta al conjuro y ser él el que absorbe la de Fistandantilus, suplantándole desde ese momento. 
Tras esto, se encuentra con Caramon en la misma época, así que intenta hablar con él y con la sacerdotisa Crysania, pero al mismo tiempo impide que Tas evite el Cataclismo. Se da cuenta de que el portal no está, así que intenta seguirlo hasta la época después del Cataclismo, llevando con él a Crysania y Caramon.
Aquí se hace pasar por Fistandantilus y comienza la Guerra de los Enanos, haciendo que los humanos luchen por sobrevivir aliándose contra los enanos, quienes tenían comida en abundancia. El verdadero objetivo de Raistlin es encontrar el portal.
Tras esto, Caramon y Tas, que vuelve del Abismo, se van por su lado y Raistlin con Crysania por el suyo, al Abismo, donde la abandona cuando se queda ciega y entabla lucha contra la Reina de la Oscuridad.
Con su último suspiro, y para salvar a las dos únicas personas que quiso durante su vida (su gemelo Caramon y la sacerdotisa Crysania), Raistlin se da cuenta de que su ambición es desmedida y se "sacrifica" por ellos, y por todo Krynn, autocondenándose a ser torturado hasta la muerte a diario por la Reina de la Oscuridad, para ser revivido al día siguiente. Hay quien piensa que si se ofreció a ese sacrificio fue solo porque vio que si tenía éxito en su empresa de suplantar a la mismísima Takhisis, iba a acabar gobernando solo desde los cielos un mundo desolado y yermo, tal y como vieron Caramon y Tas en su viaje al futuro.
Sin embargo, tras esto, no desaparece de Krynn. Logra darle el Bastón del Mago a su sobrino Palin durante su Prueba. Además interviene activamente en la guerra contra Caos apoyando a Usha, Tas y Palin. Finalmente abandona Krynn junto a todos los dioses, dando paso a la Era de los Mortales.
Intentado aclarar el arco temporal que envuelve al Amo del pasado y del presente, vemos que Fistandantilus, el mago más poderoso de la historia de Krynn, muere en las guerras de Dwarfgate, y su esencia vital "sobrevive" hasta que entra en el cuerpo de Raistlin en la prueba, trascurre la guerra de la lanza y Raistlin se erige Amo del pasado y el presente. Años después, Raistlin viaja al pasado antes del cataclismo y parece derrotar a Fistandantilus. En las propias novelas no queda del todo claro quién gana la batalla de magos. Entonces de nuevo viaja en el tiempo buscando una puerta al abismo y provocando el anteriormente mencionado conflicto de las guerras de Dwarfgate. Se entiende entonces que cuando entra en el abismo es cuando Raistlin consigue deshacerse de Fistandantilus. El espíritu de este se queda en Krynn para tener la oportunidad de tomar el cuerpo de Raistlin en las pruebas de alta hechicería y Raistlin, más poderoso que nunca, derrota a la Reina de la oscuridad y asola Krynn, siendo últimos testigos Lord Astinus de Palanthas, Par Salían, Tasslehoof Burrfoot, Caramon Majere y la gully conocida como Bupu. Tass y Caramon roban el último tomo de Astinus y viajan al pasado para mostrar a Raistlin los frutos de su victoria. Las motivaciones que llevan a Raistlin a dejarse vencer por La Reina son ambiguas.

## Maestros
Aunque en Raistlin solo tuvo un maestro formal, en realidad aprendió muchas habilidades de personajes que lo rodearon e instruyeron.
Antimodes:  su padrino y quien pagó sus estudios en la escuela de magia de Theobald, además de que le aconsejó ser un mago guerrero y lo recomendó al ejército mercenario de Ivor de Arbolongar. Después de que Raistlin pasase su prueba y escogiera vestir la túnica roja, este le pide a Antimodes que sea su maestro, pero el archimago se niega argumentando que no tenía la paciencia necesaria para tener un discípulo.
 Maese Theobald Morath: profesor de Raistlin en sus primeros años de estudio en la magia. Aunque es un mago de nivel intermedio, no se molesta en ocultar que desprecia a Raistlin, sentimiento que es mutuo. Por mucho que le pese, le da a Raistlin el entrenamiento necesario en la magia, principalmente los escritos arcanos y la pronunciación de estos. 
Meggin la Arpía: una mujer anciana que suele ser vista acompañada de un lobo que a veces usa como una montura. Raistlin y Kitiara la consideran una buena amiga, aunque Caramon le tiene mucho miedo y la evita siempre que puede. Theobald lo ignora, pero Raistlin aprendió mucho de hierbas medicinales, anatomía y función del cuerpo humano de Meggin. Además, por consejo suyo, Raistlin aprende a cultivar plantas medicinales que le dan algo de reputación en Solace. Supuestamente murió en el ataque a la ciudad en La guerra de la Lanza.
Lemuel: un mago Túnica roja que vive en un pueblo vecino a Solace llamado Haven. Raistlin y él se entienden mucho y llegan a considerarse entre ellos hermanos. Aunque realmente no es un mago poderoso, es el mayor maestro de Raistlin al haberle regalado no solo su daga, sino la colección completa de libros (más de 200) de su padre, un Archimago-Mago guerrero del cual nunca se revela su nombre. 
Horkin: un mago Túnica Marrón, un mago al cual jamás se sometió a la prueba. Raistlin y él tienen una relación de odio-respeto pues le enseña a Raistlin a ejecutar hechizos sin ingredientes. Además, le enseña a emplear polvos pirotécnicos para asustar a los incautos (de hecho, llegó a engañar al propio Fistandantilus) y pociones y ungüentos sanativos aún más poderosos de los que aprendió con Theobald y Meggin. Un dato curioso de este personaje es que es el segundo Mago que ha estado en presencia de la diosa Lunitari, además de que fue su amante en su juventud.
Fistandantilus: aunque Raistlin pasa la prueba para llegar a ser aprendiz suyo, en realidad se trata de una trampa para elegir una víctima a la que despojar de su energía vital. Raistlin consigue dar la vuelta al conjuro con que es atacado y al final es él mismo el que absorbe la energía vital de Fistandantilus.

## Hechizos
Otros sortilegios realizados a menudo por Raistlin son el conjuro de sueño, el lanzamiento de unos dardos de luz que se incrustan en el cuerpo del objetivo, el lanzamiento de la bola de fuego (lo aprendió de Fizban, el fabuloso, avatar de Paladine, dios del bien), y derribar por medio de la magia a adversarios que se encuentren a distancia.
Sus hechizos utilizados en las crónicas de la Dragonlance fueron:
- Shirs veces) hablar con los muertos.
- Akular-alan suh Tagolann Jistrathar: imagen de la Dragonlance.
- Ast kiranann kair Soth-aran/Suh kali Jalaran: crea una esfera de fuego.
- Ast kiranann kair Gadurm Soth-arn/Suh kali Jalaran: dardos de fuego.
- Jistrah tagopar Ast moirparann Kini: comprobar objetos hechizados.
- Ast bilak moiparalan-Suh akvlar tantagusar: activar el Orbe de los Dragones.

- Datos: Q2264362
- Multimedia: Raistlin Majere / Q2264362